# Crinum nordaliae
Crinum nordaliae là một loài thực vật có hoa trong họ Amaryllidaceae. Loài này được Mabb. mô tả khoa học đầu tiên năm 1984.